# Европско првенство у атлетици за млађе сениоре 2009 — 10.000 метара за жене
Такмичење у трчању на 10.000 метара у женској конкуренцији на 7. Европском првенству у атлетици за млађе сениоре 2009. у Каунасу одржано је 17. јула 2009. на Darius and Girėnas Stadium.
Титулу освојену у Дебрецину 2007, није бранила Волга Минина из Белорусије јер је прешла у сениоре.

## Земље учеснице
Учествовало је 21 такмичарка из 15 земаља.
1. Аустралија (1)
2. Белгија (1)
3. Белорусија (1)
4. Грчка (1)
5. Данска (1)
6. Италија (3)
7. Литванија (1)
8. Мађарска (3)
9. Русија (2)
10. Словачка (2)
11. Србија (1)
12. Турска (1)
13. Украјина (1)
14. Француска (1)
15. Хрватска (1)

## Освајачи медаља
|                           |                          |                        |
| Наталија Попкова · Русија | Жофија Ердељи · Мађарска | Азра Еминовић · Србија |

## Сатница
| Датум   | Време | Коло   |
| ------- | ----- | ------ |
| 17. јул |       | Финале |

## Рекорди
| Рекорди пре почетка Европског првенства 2009. | Рекорди пре почетка Европског првенства 2009. | Рекорди пре почетка Европског првенства 2009. | Рекорди пре почетка Европског првенства 2009. | Рекорди пре почетка Европског првенства 2009. | Рекорди пре почетка Европског првенства 2009. |
| Рекорди                                       | Атлетичарка                                   | Земља                                         | Време                                         | Место                                         | Датум                                         |
| --------------------------------------------- | --------------------------------------------- | --------------------------------------------- | --------------------------------------------- | --------------------------------------------- | --------------------------------------------- |
| Европски рекорд У-23                          | Катрин Улрих                                  | Источна Немачка                               | 31:33,92                                      | Барселона, Шпанија                            | 9. септембар 1989.                            |
| Рекорди европских првенстава У-23             | Оливера Јевтић                                | Србија и Црна Гора                            | 32:37,59                                      | Гетеборг, Шведска                             | 30. јул 1999.                                 |

## Резултати

### Финале
Финале је одржано 17. јула 2009. године.
| Место | Атлетичарка        | Земља      | ЛР | ЛРС | Резултат | Белешка |
| ----- | ------------------ | ---------- | -- | --- | -------- | ------- |
|       | Наталија Попкова   | Русија     |    |     | 33:37,31 |         |
|       | Жофија Ердељи      | Мађарска   |    |     | 33:39,89 | ЛРС     |
|       | Азра Еминовић      | Србија     |    |     | 33:47,19 | ЛР      |
| 4.    | Наталија Пучкова   | Русија     |    |     | 33:52,01 | ЛРС     |
| 5.    | Свјатлана Куџелич  | Белорусија |    |     | 34:15,12 |         |
| 6.    | Олена Билошчук     | Украјина   |    |     | 35:05,50 |         |
| 7.    | Вања Кнопс         | Белгија    |    |     | 35:19,57 |         |
| 8.    | Катарина Берешова  | Словачка   |    |     | 35:26,50 | ЛРС     |
| 9.    | Ваида Жусинаите    | Литванија  |    |     | 35:49,48 | ЛР      |
| 10.   | Ана Холм Јоргенсен | Данска     |    |     | 35:52,56 | ЛРС     |
| 11.   | Мартина Чели       | Италија    |    |     | 35:57,59 |         |
| 12.   | Моника Наги        | Мађарска   |    |     | 36:10,87 | ЛРС     |
| 13.   | Нилај Ерсун-Есен   | Турска     |    |     | 36:14,17 | ЛР      |
| 14.   | Мелани Пруден      | Француска  |    |     | 36:14,41 |         |
| 15.   | Зита Качер         | Мађарска   |    |     | 36:41,33 |         |
| 16.   | Јанка Затлукалова  | Словачка   |    |     | 36:44,37 |         |
| 17.   | Ђована Епис        | Италија    |    |     | 36:45,18 |         |
| 18.   | Тања Еберхарт      | Аустрија   |    |     | 36:49,18 |         |
| 19.   | Матеа Матошевић    | Хрватска   |    |     | 38:03,14 |         |
| 20.   | Софија Рига        | Грчка      |    |     | 38:13,98 |         |
|       | Ђорђа Васари       | Италија    |    |     | НЗ       |         |

### Пролазна времена
| Дистанца | Време    | Атлетичарка      | Земља   |
| -------- | -------- | ---------------- | ------- |
| 1.000 м  | 3:26,53  | Наталија Попкова | Русија  |
| 2.000 м  | 6:53,15  | Ђорђа Васари     | Италија |
| 3.000 м  | 10:19,92 | Наталија Попкова | Русија  |
| 4.000 м  | 13:44,22 | Наталија Попкова | Русија  |
| 5.000 м  | 17:10,02 | Наталија Попкова | Русија  |
| 6.000 м  | 20:33,15 | Наталија Попкова | Русија  |
| 7.000 м  | 23:56,99 | Наталија Попкова | Русија  |
| 8.000 м  | 27:17,92 | Наталија Попкова | Русија  |
| 9.000 м  | 30:36,79 | Азра Еминовић    | Србија  |